# Kevin Curren

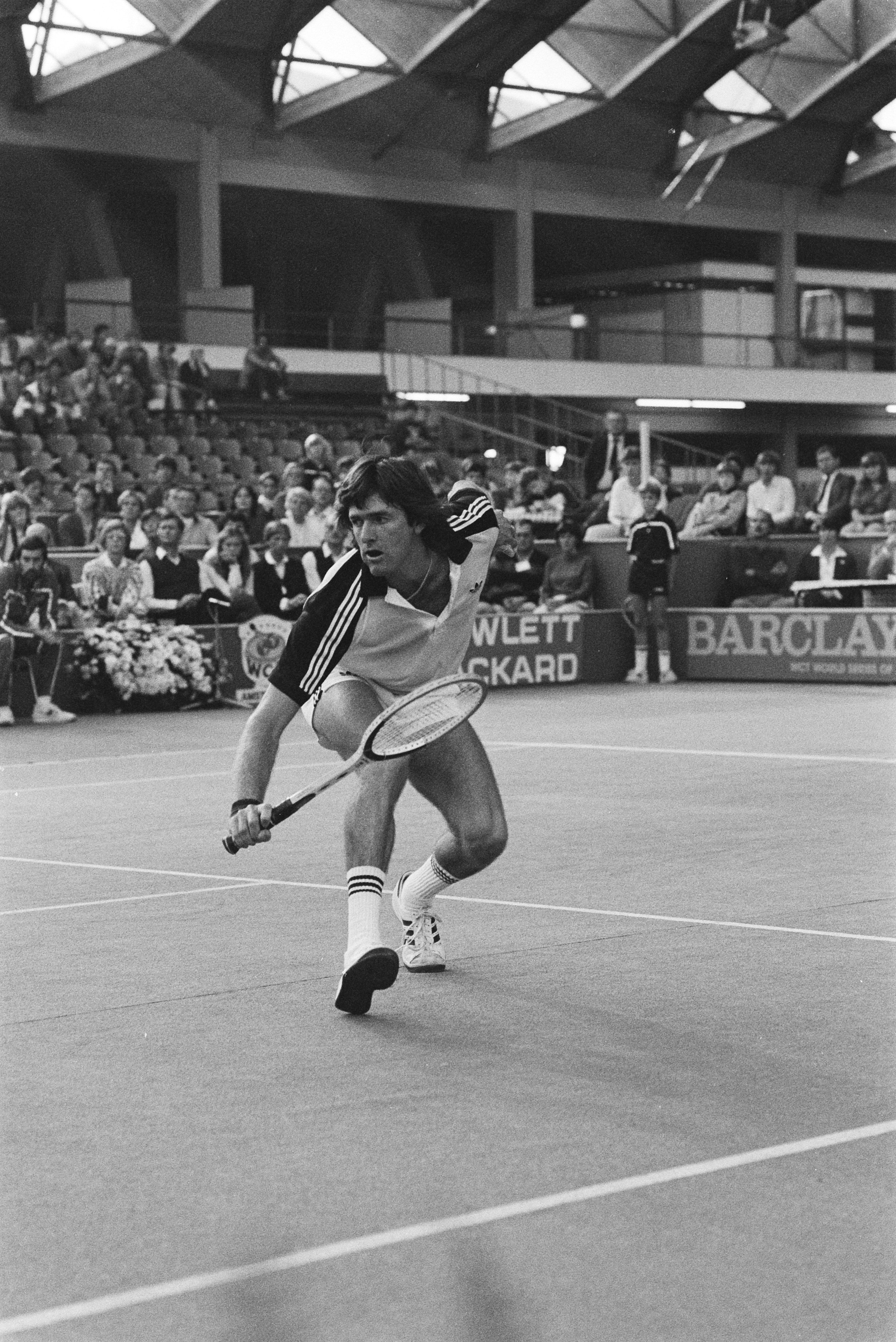
Kevin Curren

Kevin Melvyn Curren, född 2 mars 1958 i Durban, Sydafrika, är en före detta professionell tennisspelare tävlande för sitt hemland till och med 1984, men därefter för USA. Curren var mest framgångsrik som dubbelspelare och under karriären, aktiv under perioden 1979-93, vann han fem singel- och 26 dubbeltitlar (varav fyra Grand Slam). Den hårt servande sydafrikanen/amerikanen, som bäst rankad världsfemma i singel och världstrea i dubbel, vann sin första ATP-titel i singel 1981 i Johannesburg och sin sista 1989 i Frankfurt.

## Tenniskarriären
Säsongen 1983 nådde Curren semifinal i Grand Slam (GS)-turneringen Wimbledonmästerskapen, vilken han förlorade mot den oseedade Chris Lewis från Nya Zeeland. Säsongen därpå gick Curren till final i Australiska öppna (1984) och följande säsong i Wimbledonmästerskapen (1985). I Australiska öppna mötte han i finalen 1984 den svenske spelaren Mats Wilander som vann med 6-7, 6-4, 7-6, 6-2. Turneringen spelades då fortfarande på gräsbanorna vid Kooyongs Lawn Tennis Clubs anläggningar i utkanten av Melbourne. I Wimbledonfinalen 1985 mötte han den då 17-årige tysken Boris Becker, som sensationellt vann med 6-3, 6-7, 7-6, 6-4. Becker vann därmed sin första GS-titel och blev dessutom den då yngste GS-segraren någonsin. På vägen till finalen besegrade Curren bland andra världsettan John McEnroe, världstrean Jimmy Connors och det årets australiske mästare, svenske Stefan Edberg.
Curren vann fyra GS-titlar i dubbel, varav tre i mixed dubbel tillsammans med amerikanskan och "karriär Grand Slam"-vinnaren Anne Smith (Wimbledon 1982 och US Open 1981-82). Dubbeltiteln vann han tillsammans med amerikanen Steve Denton (US Open 1982).
Curren spelade sammanlagt under sin karriär in 3 055 510 US-dollar i prispengar. Efter avslutad tävlingskarriär har han under en tid fungerat som lagkapten för det sydafrikanska Davis Cup-laget.

## Grand Slam-titlar
- Wimbledonmästerskapen
  - Mixed dubbel - 1982
- US Open
  - Dubbel - 1982
  - Mixed dubbel - 1981, 1982